# پولین گارون
پولین گارون (فرانسوی: Pauline Garon‎؛ ‏ ۹ سپتامبر ۱۹۰۰ – ۳۰ اوت ۱۹۶۵) بازیگر کانادایی‌الاصل اهل ایالات متحده آمریکا بود. وی بین سال‌های ۱۹۲۰ تا ۱۹۳۰ میلادی فعالیت می‌کرد.
از فیلم‌هایی که وی در آن نقش داشته‌است، می‌توان به نمایش نمایش‌ها، دنده آدام، قهرمان دانشکده، قتل شبه‌عمد، قماربازان و بکی شارپ اشاره کرد.